# Júlio Furquim Sambaqui
Júlio Furquim Sambaqui (Ribeirão Preto, 19 de dezembro de 1906 – Rio de Janeiro, 21 de maio de 1982) foi um contabilista, educador e político brasileiro.
Foi ministro da Educação no Governo João Goulart, de 21 de outubro de 1963 a 6 de abril de 1964, sucedendo a Paulo de Tarso Santos. Foi casado com Lydia Sambaquy, criadora do IBBD - Instituto Brasileiro de Bibliografia e Documentação.